# Increíble, pero cierto
Increíble, pero cierto es el segundo álbum de El Desván del Duende. Salió a la venta el 14 de septiembre de 2009. La primera semana entró en el número 32 de la lista de ventas de Promusicae.
El primer sencillo es «Los días son aburridos», cuyo videoclip fue grabado en Badajoz con al colaboración de vecinos de la ciudad.

## Lista de canciones
| N.º   | Título                    | Duración |  |
| 1.    | «Trece»                   | 3:20     |  |
| 2.    | «Los días son aburridos»  | 3:34     |  |
| 3.    | «Mala Yerba»              | 3:41     |  |
| 4.    | «Llévate mi corazón»      | 3:30     |  |
| 5.    | «Vino de la tierra»       | 3:58     |  |
| 6.    | «Pa mi rumba»             | 3:25     |  |
| 7.    | «Vivo del aire»           | 4:19     |  |
| 8.    | «Money & Love»            | 4:29     |  |
| 9.    | «Solo en la calle»        | 3:12     |  |
| 10.   | «Noches de luna y candil» | 4:29     |  |
| 11.   | «Señales de humo»         | 6:02     |  |
| 44:03 |                           |          |  |